# Šmarna gora (Ljubljana)
Šmarna gora ist der Stadtbezirk 15 der slowenischen Hauptstadt Ljubljana und ihr nördlichste Bezirk.
Er ist nach dem Berg benannt, an dessen Fuß er liegt. Der Bezirk grenzt – durch die Save getrennt – im Süden an die Stadtbezirke Šentvid und Posavje sowie im Südosten an Črnuče. Šmarna gora besteht aus den zur Stadt Ljubljana gehörenden Siedlungen Šmartno pod Šmarno gora und Tacen. Außerdem umfasst er die unabhängigen Siedlungen Rašica sowie Zgornje Gameljne, Srednje Gameljne und Spodnje Gameljne.

## Sehenswürdigkeiten

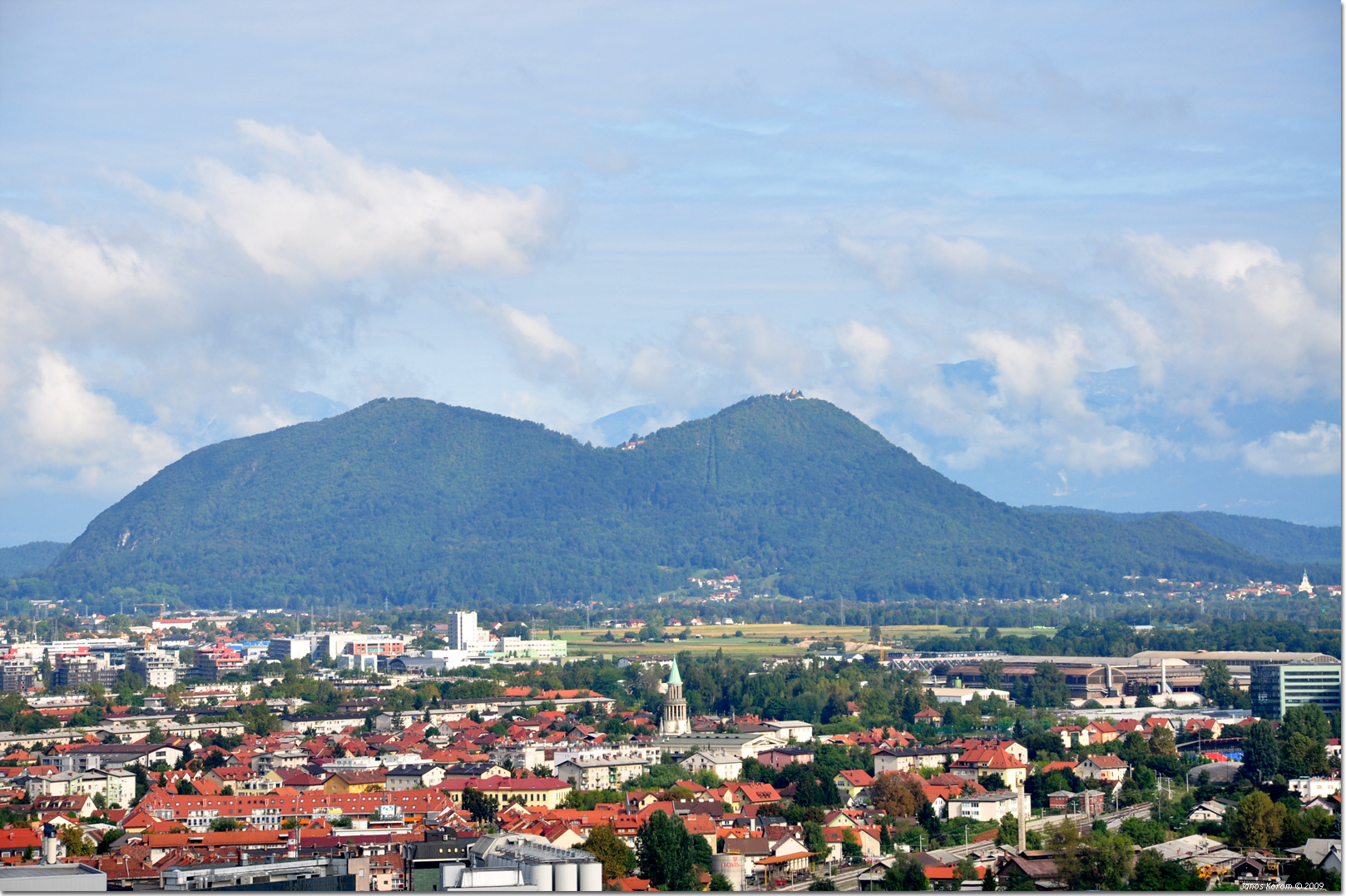
Das Šmarna gora-Massiv über Ljubljana

### Berg Šmarna gora
Die Šmarna gora (St. Marien-Berg, Englisch: Mount Saint Mary, ursprünglich deutsche Bezeichnung: Großkahlenberg), ein zweigipfeliger Inselberg, ist die höchste Erhebung von Ljubljana. Der östlich gelegene Gipfel (669 m), ursprünglich Holm (slawisch Berg, Hügel) genannt (siehe Kulm (Geographie)), hat dem gesamten Massiv nach der Umbenennung den Namen gegeben (Šmarna: Kurzform von Sveta Marijina).
Der westliche Gipfel, Grmada (slowenisch Scheiterhaufen), ist 7 m höher. Der Name hat sich seit den Zeiten durchgesetzt, als man auf dem Gipfel Signalfeuer abbrannte. Der Aufstieg auf den Šmarna gora-Gipfel mit der Barockkirche der Muttergottes aus der ersten Hälfte des 18. Jahrhunderts dauert je nach Wahl des Weges eine halbe Stunde bis gut eine Stunde. Es gibt ungefähr fünfzehn angelegte und gekennzeichnete, vorwiegend relativ leichte Wege.

### Rašica
Rašica (Deutsch: Uranschitz) ist ein beliebter Ausflugsort auf einem sonnenexponierten Hang und Ausgangspunkt für Wanderungen unterhalb des Stane-Kosec-Gipfels, einer 641 Meter hohen Kalksteinerhebung mit mehreren Karsthöhlen, benannt zu Ehren des slowenischen Partisanen und jugoslawischen Nationalheldes aus Zgornje Gameljne, geboren 1913 in Rašica.

### Šmartno pod Šmarno goro
In Šmartno pod Šmarno (Deutsch: Sankt Martin unter dem Großkahlenberge) wurden – ebenso wie in den benachbarten Saveorten Funde aus römischer Zeit gemacht, als die Straße von Emona durch diese Region führte. Die Dorfkirche St. Martin ist ab Anfang des 15. Jahrhunderts belegt. Der Ort wurde 1982 nach Ljubljana eingemeindet.

### Tacen
Tacen ist eine 1983 nach Ljubljana eingemeindete Haufensiedlung am linken Ufer der Save am Fuße der Šmarna gora. Der Name Tacen (Deutsch: Tazen) ist erstmals im Schrifttum des 13. Jahrhunderts unter dem Namen Taezzen überliefert. Der Ursprung des Namens ist unbekannt.

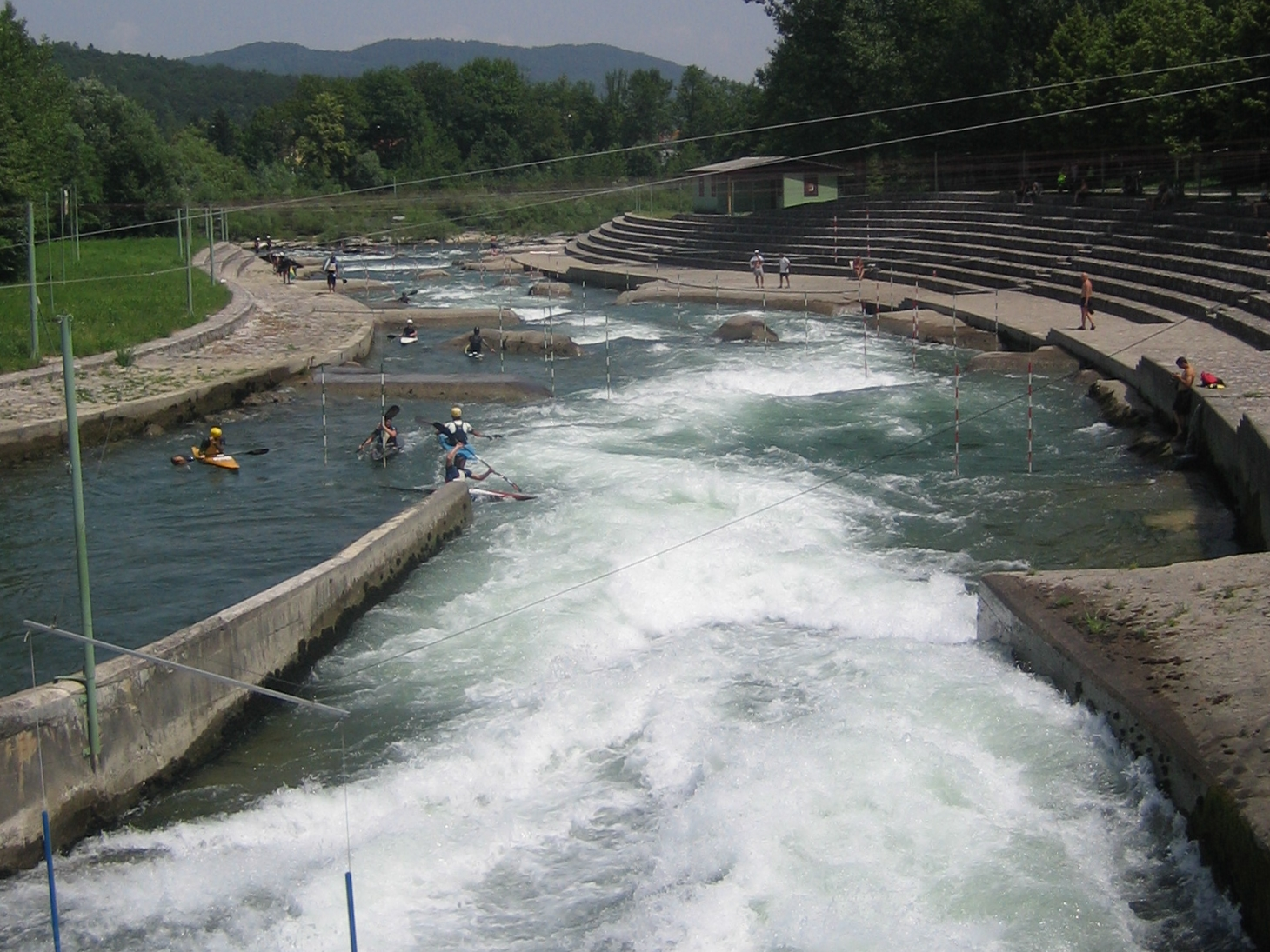
Die Wildwasseranlage in Tacen

Tacen ist international bekannt als Kajakzentrum mit einem der berühmtesten Wildwasserslalomkurse. Auf dieser Strecke wurden seit 1955 wiederholt Weltmeisterschaften ausgetragen, zuletzt im Juni 2022.